# Horcajo de Montemayor
Horcajo de Montemayor település Spanyolországban, Salamanca tartományban. Horcajo de Montemayor Colmenar de Montemayor, Cristóbal, Valdefuentes de Sangusín, Valdehijaderos és Aldeacipreste községekkel határos. Lakosainak száma 101 fő (2024).

## Népesség
A település népessége az elmúlt években az alábbi módon változott:
| Lakosok száma | 209  | 195  | 197  | 170  | 162  | 158  | 144  | 138  | 120  | 101  |
|               | 2001 | 2004 | 2007 | 2009 | 2012 | 2014 | 2017 | 2019 | 2022 | 2024 |